# Grand Prix Austrálie 2025
Grand Prix Austrálie 2025 (oficiálně Formula 1 Louis Vuitton Australian Grand Prix 2025) se jela na okruhu Albert Park Circuit v Melbourne v Austrálii dne 16. března 2025. Závod byl prvním v pořadí v sezóně 2025 šampionátu Formule 1.

## Kvalifikace
Kvalifikace se uskutečnila 15. března 2025 v 16:00 místního času (UTC+11).
| Poř.                        | Č. | Jezdec                | Konstruktér                  | Časy v kvalifikaci | Časy v kvalifikaci | Časy v kvalifikaci | Pořadí na startu |
| Poř.                        | Č. | Jezdec                | Konstruktér                  | Q1                 | Q2                 | Q3                 | Pořadí na startu |
| --------------------------- | -- | --------------------- | ---------------------------- | ------------------ | ------------------ | ------------------ | ---------------- |
| 1                           | 4  | Lando Norris          | McLaren-Mercedes             | 1:15.912           | 1:15.415           | 1:15.096           | 1                |
| 2                           | 81 | Oscar Piastri         | McLaren-Mercedes             | 1:16.062           | 1:15.468           | 1:15.180           | 2                |
| 3                           | 1  | Max Verstappen        | Red Bull Racing-Honda RBPT   | 1:16.018           | 1:15.565           | 1:15.481           | 3                |
| 4                           | 63 | George Russell        | Mercedes                     | 1:15.971           | 1:15.789           | 1:15.546           | 4                |
| 5                           | 22 | Júki Cunoda           | Racing Bulls-Honda RBPT      | 1:16.225           | 1:16.009           | 1:15.670           | 5                |
| 6                           | 23 | Alexander Albon       | Williams-Mercedes            | 1:16.245           | 1:16.017           | 1:15.737           | 6                |
| 7                           | 16 | Charles Leclerc       | Ferrari                      | 1:16.029           | 1:15.827           | 1:15.755           | 7                |
| 8                           | 44 | Lewis Hamilton        | Ferrari                      | 1:16.213           | 1:15.919           | 1:15.973           | 8                |
| 9                           | 10 | Pierre Gasly          | Alpine-Renault               | 1:16.328           | 1:16.112           | 1:15.980           | 9                |
| 10                          | 55 | Carlos Sainz Jr.      | Williams-Mercedes            | 1:16.360           | 1:15.931           | 1:16.062           | 10               |
| 11                          | 6  | Isack Hadjar          | Racing Bulls-Honda RBPT      | 1:16.354           | 1:16.175           |                    | 11               |
| 12                          | 14 | Fernando Alonso       | Aston Martin Aramco-Mercedes | 1:16.288           | 1:16.453           |                    | 12               |
| 13                          | 18 | Lance Stroll          | Aston Martin Aramco-Mercedes | 1:16.369           | 1:16.483           |                    | 13               |
| 14                          | 7  | Jack Doohan           | Alpine-Renault               | 1:16.315           | 1:16.863           |                    | 14               |
| 15                          | 5  | Gabriel Bortoleto     | Kick Sauber-Ferrari          | 1:16.516           | 1:17.520           |                    | 15               |
| 16                          | 12 | Andrea Kimi Antonelli | Mercedes                     | 1:16.525           |                    |                    | 16               |
| 17                          | 27 | Nico Hülkenberg       | Kick Sauber-Ferrari          | 1:16.579           |                    |                    | 17               |
| 18                          | 30 | Liam Lawson           | Red Bull Racing-Honda RBPT   | 1:17.094           |                    |                    | PL               |
| 19                          | 31 | Esteban Ocon          | Haas-Ferrari                 | 1:17.174           |                    |                    | 19               |
| 107 % času vítěze: 1:21.225 |    |                       |                              |                    |                    |                    |                  |
| —                           | 87 | Oliver Bearman        | Haas-Ferrari                 | Bez času           |                    |                    | PL               |
| Zdroj:                      |    |                       |                              |                    |                    |                    |                  |

Poznámky
1. ↑  Liam Lawson se kvalifikoval jako 18., odstartovat ale musel z boxů kvůli úpravám monopostu během parc fermé.
2. ↑  Oliver Bearman nestanovil žádný čas. Start mu byl umožněn díky udělené výjimce, odstartovat ale musel z boxů kvůli úpravám monopostu během parc fermé.

## Závod
Závod se uskutečnil 16. března 2025 v 15:00 místního času (UTC+11).
| Poř.   | No. | Jezdec                | Konstruktér                  | Počet kol | Čas/Odstoupení | Start | Body |
| ------ | --- | --------------------- | ---------------------------- | --------- | -------------- | ----- | ---- |
| 1      | 4   | Lando Norris          | McLaren-Mercedes             | 57        | 1:42:06.304    | 1     | 25   |
| 2      | 1   | Max Verstappen        | Red Bull Racing-Honda RBPT   | 57        | +0.895         | 3     | 18   |
| 3      | 63  | George Russell        | Mercedes                     | 57        | +8.481         | 4     | 15   |
| 4      | 12  | Andrea Kimi Antonelli | Mercedes                     | 57        | +10.135        | 16    | 12   |
| 5      | 23  | Alexander Albon       | Williams-Mercedes            | 57        | +12.773        | 6     | 10   |
| 6      | 18  | Lance Stroll          | Aston Martin Aramco-Mercedes | 57        | +17.413        | 13    | 8    |
| 7      | 27  | Nico Hülkenberg       | Kick Sauber-Ferrari          | 57        | +18.423        | 17    | 6    |
| 8      | 16  | Charles Leclerc       | Ferrari                      | 57        | +19.826        | 7     | 4    |
| 9      | 81  | Oscar Piastri         | McLaren-Mercedes             | 57        | +20.448        | 2     | 2    |
| 10     | 44  | Lewis Hamilton        | Ferrari                      | 57        | +22.473        | 8     | 1    |
| 11     | 10  | Pierre Gasly          | Alpine-Renault               | 57        | +26.502        | 9     |      |
| 12     | 22  | Júki Cunoda           | Racing Bulls-Honda RBPT      | 57        | +29.884        | 5     |      |
| 13     | 31  | Esteban Ocon          | Haas-Ferrari                 | 57        | +33.161        | 19    |      |
| 14     | 87  | Oliver Bearman        | Haas-Ferrari                 | 57        | +40.351        | PL    |      |
| Ret    | 30  | Liam Lawson           | Red Bull Racing-Honda RBPT   | 46        | Nehoda         | PL    |      |
| Ret    | 5   | Gabriel Bortoleto     | Kick Sauber-Ferrari          | 45        | Nehoda         | 15    |      |
| Ret    | 14  | Fernando Alonso       | Aston Martin Aramco-Mercedes | 32        | Nehoda         | 12    |      |
| Ret    | 55  | Carlos Sainz Jr.      | Williams-Mercedes            | 0         | Nehoda         | 10    |      |
| Ret    | 7   | Jack Doohan           | Alpine-Renault               | 0         | Nehoda         | 14    |      |
| DNS    | 6   | Isack Hadjar          | Racing Bulls-Honda RBPT      | 0         | Nehoda         | —     |      |
| Zdroj: |     |                       |                              |           |                |       |      |

Poznámky
1. ↑  Isack Hadjar do závodu neodstartoval z důvodu nehody během zahajovacího kola.

## Průběžné pořadí po závodě
| Pořadí | Jezdec                | Body |
| ------ | --------------------- | ---- |
| 1      | Lando Norris          | 25   |
| 2      | Max Verstappen        | 18   |
| 3      | George Russell        | 15   |
| 4      | Andrea Kimi Antonelli | 12   |
| 5      | Alexander Albon       | 10   |
| Zdroj: |                       |      |

| Pořadí | Konstruktér                  | Body |
| ------ | ---------------------------- | ---- |
| 1      | McLaren-Mercedes             | 27   |
| 2      | Mercedes                     | 27   |
| 3      | Red Bull Racing-Honda RBPT   | 18   |
| 4      | Williams-Mercedes            | 10   |
| 5      | Aston Martin Aramco-Mercedes | 8    |
| Zdroj: |                              |      |